# 结多乡
结多乡是中国青海省玉树藏族自治州杂多县下辖的一个乡。辖区总面积2380平方公里，常住人口0.4万人，以藏族为主，占总人口的99％。

## 行政区划
桥头溪乡下辖以下地区：
巴麻牧委会、达阿牧委会、占尕牧委会、优多牧委会和优美牧委会。